# Vi kommer att leva igen
Vi kommer att leva igen är ett musikalbum från 1977 från en föreställning 14-16 januari 1977 på Folkets Bio i Stockholm av teatergruppen Nationalteatern och proggruppen Nynningen tillägnad USA:s 200-årsjubileum eller de senaste 200 årens förtryck och folkmord av den nordamerikanska ursprungsbefolkningen. Musikalbumet utgavs på Nacksving (031-8). Tekniker var Johannes Leyman och Tommy Rander.
På fodralet (av Lars Jacobsson)  finns Suquamihövdingen Seattles budskap från 1854 om när den federala amerikanska regeringen övertog landområden vilka tillhört hans folk i sekler, i nuvarande staten Washington.
Albumets och föreställningens titel hämtades från en svensk diktantologi med indianska myter, dikter och visioner i urval och översättning av Gösta Friberg.

## Låtlista
Samtliga låtar skrivna av Ulf Dageby.
1. "Intro: Kiss me!" - 4:22
2. "Järnhästen" - 10:17
3. "Bozeman Trail" - 5:27
4. "Vite lillebror" - 3:34
5. "Black Hills" - 5:12
6. "Efter massakern" - 4:33
7. "Seattles tal" - 4:08
8. "Ett barn är fött - 8:21

## Medverkande
- Bernt Andersson - Orgel, piano, munspel, sång
- Ulf Dageby - Elgitarr, blockflöjt, sång
- Mikael Gyllenstig - Trummor

- Hans Mosesson - Sång, diverse rytminstrument
- Jimmy Olsson - Elbas, cello, gitarr
- Anki Rahlskog - Sång, blockflöjt, diverse rytminstrument
- Sam Vesterberg - Sång, gitarr
- Hans Wiktorsson Sång, congas/percussion
- Ewa Wilhelmsson - Sång, diverse rytminstrument

## Fotnoter
1. ↑  Vi kommer att leva igen (FIB:s Lyrikklubb, 1973).